# Gneo Servilio Gemino
Gneo Servilio Gemino (... – Canne, 2 agosto 216 a.C.) fu un console della Repubblica romana.

## Biografia
Figlio di Publio Servilio Gemino, Gneo fu eletto console per l'anno 217 a.C., secondo anno della seconda guerra punica. Ai primi di marzo iniziò le operazioni militari contro Annibale, partendo dalla città di Ariminum (Rimini).
In seguito alla disastrosa sconfitta nella battaglia del Lago Trasimeno, in cui perse la vita l'altro console Gaio Flaminio, il comando delle operazioni militari in Italia contro Annibale venne assunto da Quinto Fabio Massimo. A Gneo venne dato il comando della flotta romana per la difesa della Sardegna e della Corsica.
In novembre al termine del periodo di dittatura, Gneo ottenne di nuovo il comando delle forze romane, ma senza intraprendere alcuna operazione. Fu nominato proconsole per l'anno 216 a.C. ed affrontò l'esercito cartaginese in frequenti scaramucce, esercitando le nuove leve come gli aveva suggerito il console in carica Lucio Emilio Paolo. Partecipò alla battaglia di Canne e vi trovò la morte.